# Семёнов, Алексей Анатольевич (1984)
Алексей Анатольевич Семёнов (Пустой шаблон {{ВД-Преамбула}} ) — российский хоккеист, нападающий.

## Биография
Отец Анатолий Семёнов 11 лет отыграл в московском «Динамо» и 8 — в НХЛ. Олимпийский чемпион, обладатель Кубка Стенли.
Алексей Семёнов начинал играть в командах низших североамериканских лиг «Тексас Торнадо» (2001/02, NAHL), «Грин-Бей Гэмблерс» (2002/03, USHL), «Спрингфилд Блюз» (юн., 2002/03 — 2004/05, NAHL). В России выступал за «Дизель» Пенза (2005/06, 2006/07), «Локомотив» (два матча в Суперлиге) и «Локомотив-2» (Ярославль, 2005/06), «Дизель-2» и «Капитан» Ступино (2006/07), «Титан» Клин (2007/08 — 2008/09), «Рысь» Подольск (2008/09).
Тренер, менеджер в хоккейной школе отца в США.